# Konzulat Republike Slovenije v Bariločah
Konzulat Republike Slovenije v Riu Negru je diplomatsko-konzularno predstavništvo (konzulat) Republike Slovenije s sedežem v mestu San Carlos de Bariloche (Argentina); spada pod okrilje Veleposlaništva Republike Slovenije v Argentini.
Trenutni častni konzul je Robert A. Eiletz.